# La Chapelle-Saint-Mesmin
La Chapelle-Saint-Mesmin – miejscowość i gmina we Francji, w Regionie Centralnym, w departamencie Loiret.
Według danych na rok 1990 gminę zamieszkiwało 8207 osób, a gęstość zaludnienia wynosiła 916 osób/km² (wśród 1842 gmin Regionu Centralnego La Chapelle-Saint-Mesmin plasuje się na 36. miejscu pod względem liczby ludności, natomiast pod względem powierzchni na miejscu 1206.).